# ازارو
ازارو (به لاتین: Ożarów) یک شهر و گمینا در لهستان است که در گمینا اوژاروو واقع شده‌است. ازارو ۷٫۷۹ کیلومتر مربع مساحت و ۴٬۶۷۹ نفر جمعیت دارد.